# Эллис, Райан (хоккеист)
Ра́йан Джеймс Э́ллис (англ. Ryan James Ellis; род. 3 января 1991, Гамильтон, Онтарио) — канадский хоккеист, защитник клуба НХЛ «Филадельфия Флайерз» и сборной Канады. Чемпион мира 2016.

## Клубная карьера

### Юниорская карьера
Начал заниматься хоккеем в провинции Онтарио с четырёх лет. В 2007 году на драфте хоккейной лиги Онтарио (OHL) был выбран во 2-м раунде под общим 22-м номером клубом «Уинсор Спитфайрз». В первом же сезоне 2007/08 занял 4-е место среди защитников по очкам (63) и показателю полезности (+30) и первое среди новичков-защитников. По итогам сезона Эллис попал в сборную новичков сезона и получил Бобби Смит Трофи за достижения в хоккее и учебе.

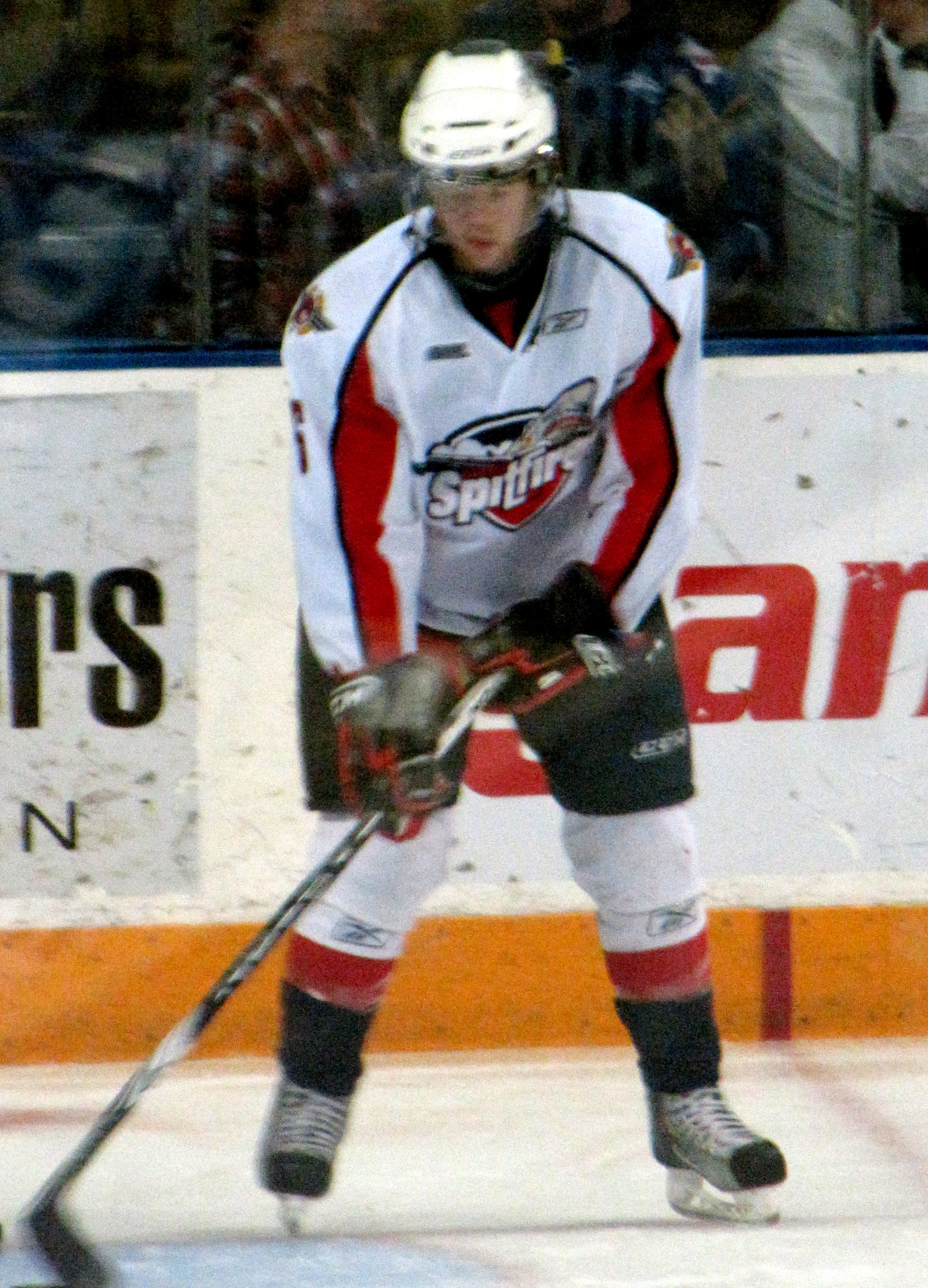
Эллис в составе «Спитфайрз» в 2010 году

Во втором сезоне в «Уинсоре» Эллис стал лучшим снайпером с 22 шайбами и лучшим бомбардиром (89 очков) среди защитников, на 13 очков опередив разделивших второе место Джона Карлсона (16+60) и Пи-Кея Суббана (14+62). Также Райан стал лучшим во всей лиге по голевым передачам (67) и по итогам регулярного сезона получил Макс Камински Трофи как лучший защитник и место в Первой пятёрке лучших игроков OHL. Вместе с «Уинсором» Эллис завоевал Кубок Росса Робертсона и Мемориальный кубок, при этом набрав 31 очко в 20 матчах — лучший результат среди защитников.
В сезоне 2009-10 в OHL Эллис вместе со «Спитфайрз» вновь выиграл Кубок Росса Робертсона и Мемориальный кубок. В решающей игре CHL «Уинсор» разгромил «Барри Кольтс» со счетом 9:1, а защитник сделал рекордные 3 результативные передачи.
В сезоне 2010/11 стал капитаном команды. По ходу сезона обновил рекорд «Спитфайрз» по очкам среди защитников в OHL, а по итогам всего сезона набрал более 100 очков, став первым защитником за 17 лет, покорившим этот рубеж. Также по итогам сезона получил во второй раз в карьере Макс Камински Трофи как лучший защитник, Ред Тилсон Трофи как лучший игрок лиги Онтарио и был признан лучшим защитником и лучшим игроком Канадской хоккейной лиги.
Всего за карьеру в Хоккейной лиге Онтарио Эллис набрал 314 очков, став третьим игроком в истории по очкам среди защитников после Дениса Потвина (330 очков в сезонах 1968—1973) и Рика Корриво (329 очков в 1987—1992).

### Профессиональная карьера

#### Нэшвилл Предаторз
На драфте НХЛ 2009 Эллис был выбран в первом раунде под общим 11-м номером клубом «Нэшвилл Предаторз». 19 октября 2009 года был подписан «Нэшвиллом».
Пройдя вместе «Предаторз» свой второй тренировочный лагерь летом 2010 года, был вновь отправлен играть сезон в лиге Онтарио за «Уинсор». Вылетев из плей-офф OHL вместе с «Уинсором», присоединился к фарм-клубу «Нэшвилла» в АХЛ «Милуоки Эдмиралс» в матчах на Кубок Колдера.
Сезон 2011-12 Эллис начал в АХЛ, но в конце декабря был вызван в основу «Предаторз» и 26 декабря 2011 года дебютировал в НХЛ в матче с «Детройт Ред Уингз», проведя на льду более 18 минут. Первую шайбу забросил в пятом матче в ворота «Каролины Харрикейнз».
Первую половину сезона 2012-13 из-за локаута провел в «Милуоки Эдмиралс», затем сыграл за «Хищников» 32 матча, но команда не попала в плей-офф.
С каждым сезоном Эллис улучшал свою статистику, набирая все больше и больше очков. 5 октября 2014 года подписал с «Предаторз» 5-летний контракт на сумму $ 12,5 млн.
В сезоне 2016-17 забросил 16 шайб, набрал 38 очков и вместе с «Нэшвиллом» дошёл до финала Кубка Стэнли, в котором «Предаторз» уступили «Питтсбург Пингвинз» 2-4 в серии. В финальной серии набрал 2 очка (1+1), забив первый гол команды в первом матче финала.
Перед началом сезона 2017-18 получил травму колена и выбыл на 4 месяца. В январе вернулся в состав и уже во 2-м своем матче забросил шайбу в ворота «Аризоны». Летом 2018 года, за год до истечения действующего контракта, подписал с «Нэшвиллом» новый 8-летний контракт на $ 50 млн.

#### Филадельфия Флайерз
17 июля 2021 года был обменян в «Филадельфию Флайерз» на защитника Филипп Майерса и форварда Нолана Патрика, который в итоге отправился в «Вегас Голден Найтс», а «Нэшвилл Предаторз» получили нападающего «Вегаса» Коди Глэсса.

## Международная карьера
Эллис в составе сборной Канады является победителем Юниорского чемпионата мира (2008) и Чемпионата мира среди молодежных команд (2009). Также трижды (2008—2010) выступал за сборную OHL в серии матчей между Россией и Канадой.
За основную сборную Канады дебютировал на чемпионате мира 2014 года в Беларуси, на котором Канада проиграла в 1/4 сборной Финляндии (2:3). Эллис сыграл все матчи и забросил победную шайбу в овертайме в матче со сборной Швеции (3:2ОТ).
В следующий раз был вызван на чемпионат мира в Москве в 2016 году после вылета «Нэшвилла» из плей-офф Кубка Стэнли и помог команде стать победителем, сыграв 5 матчей и забросив победную шайбу в полуфинале против сборной США (4:3).

## Статистика выступлений
| Легенда | Легенда                    | Легенда | Легенда                   | Легенда | Легенда    |
| ------- | -------------------------- | ------- | ------------------------- | ------- | ---------- |
| И       | Количество проведённых игр | Штр     | Штрафное время            | +/−     | Плюс-минус |
| Г       | Голы                       | П       | Голевые передачи          | О       | Очки       |
| -       | Статистика неизвестна      | —       | Статистика не учитывалась |         |            |